# 蛟流河
蛟流河位于中国东北地区境内，是洮儿河右岸支流，发源于内蒙古自治区突泉县西北部大兴安岭的老头山，向东南流经突泉县宝石镇、双城水库，于学田乡以东转东流，经六户镇，于东杜尔基镇五四村东南转东北流，过九龙乡后进入吉林省洮南市境内，在洮南瓦房镇三友村以南左纳那金河后转东南流，于洮南市区北郊注入洮儿河。河流全长245千米，河道平均比降2.63‰，流域面积10719平方千米。年均径流量4.42亿立方米。